# Орлови Грмеча
2. извиђачко-диверзантски одред, познатији као "Орлови Грмеча" је била јединица Војске Републике Српске, у саставу Другог крајишког корпуса. Ова јединица је важила за најелитнију и најјачу јединицу 2. крајишког корпуса, а била је угледна широм Српске.

## Историја
Одред је настао 1992. године на почетку Одбрамбено-отаџбинског рата, а убрзо ће постати познат по називу "Орлови Грмеча". За команданта је постављен Миле Шушљик. Борци ове јединице не долазе са територије одређене општине, већ са простора цијеле Босанске крајине. Јединица је цео ратни период провела на Бихаћком ратишту борећи се против 5. корпуса Армије БиХ, и деловала са свих праваца на Бихаћ. Важили су за најјачу и најжилавију јединицу овог корпуса, а такође су учествовали у многим операцијама ВРС. 
Одред се истакао у борбама на Грабежу у фебруару 1994, у противудару на Бихаћ крајем 1994, и у неколико наврата у препадним дејствима на Динари и Шатору 1995.
Почетком 1993. у свом саставу имао је око 200 људи, а од јединица: команду, одељење везе, три чете, пратећи вод и позадински вод. Кроз ову јединицу прошло је око 850 бораца, од којих је 25 погинуло; услед тешких борби бројно стање је пало на 108 бораца у јулу 1995. Одред је одликован орденом Немањића.

## Дан бригаде
У бањалучком насељу Чесма, код цркве Светог Луке, сваке године се одаје почаст за 25 погинулих бораца ове славне јединице. 2013. године обиљежено је 21 година од оснивања ПДТО "Орлови Грмеча."
Код споменика у Чесми тада су положени вијенци бивши командант јединице Миле Шушљик, представници Министарства рада и борачко-инвалидске заштите, предсједник БОРС-а Пантелија Ћургуз и представници општине Рибник.